# Міхеіл Бахтидзе
Міхеіл Бахтидзе (23 вересня 1988, Тбілісі) — грузинський боксер, призер чемпіонату  Європи серед аматорів.

## Аматорська кар'єра
На чемпіонаті Європи 2011 Міхеіл Бахтидзе завоював бронзову медаль.
- В 1/8 фіналу переміг Марціна Рековського (Польща) — 29-15
- У чвертьфіналі переміг Рока Урбанца (Словенія) — 22-14
- У півфіналі програв Магомеду Омарову (Росія) — AB 2

На чемпіонаті світу 2011 програв у другому бою Філіпу Хрговичу (Хорватія).
На чемпіонаті Європи 2013 програв у другому бою Джо Джойсу (Англія).
На чемпіонаті світу 2013 програв у першому бою.
На Європейських іграх 2015 у першому бою переміг Владислава Сіренко (Україна), а у другому програв Магомедрасулу Маджидову (Азербайджан).
На чемпіонаті Європи 2015 програв у другому бою Філіпу Хрговичу (Хорватія).
На чемпіонаті світу 2015 програв у другому бою Хуссейну Ішаїш (Йорданія).
На чемпіонаті Європи 2017 програв у першому бою.
На Європейських іграх 2019 здобув дві перемоги, а у чвертьфіналі програв Марко Мілуну (Хорватія).

## Професіональна кар'єра
2021 року дебютував на профірингу і провів шість переможних боїв.